# Religió maputxe
La mitologia i les creences del poble maputxe es refereixen al món i criatures nascudes de les extensives i antigues creences religioses, al costat d'una sèrie de llegendes i mites que són propis i comuns als diferents grups que componen a l'ètnia maputxe (huilliches, maputxes, pehuentxes i picuntxes, entre altres).

## Generalitats

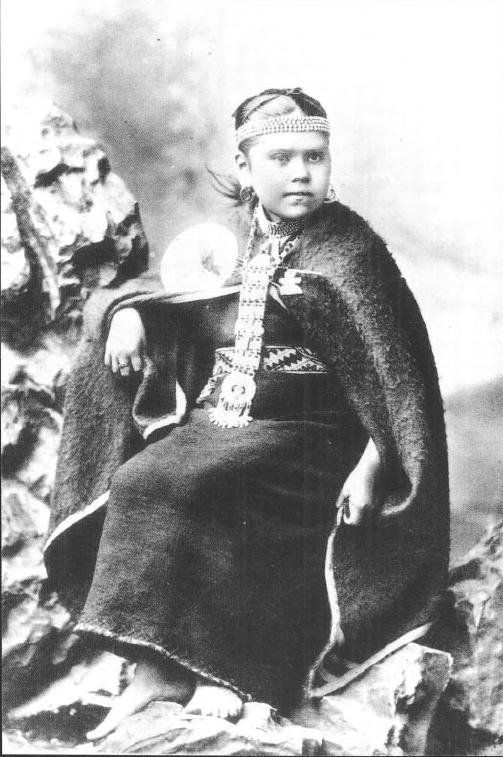
Filla del Lonco Quilapán en 1860. Foto apareguda en l'anuari de Xile de 1900.

En descriure les creences del poble maputxe, cal assenyalar prèviament que no existeixen registres escrits de les antigues llegendes i mites abans de l'ocupació espanyola, ja que tot era transmèss oralment. Això fa que les seves creences es caracteritzin per no ser totalment homogènies, presenten variacions i diferències entre les diferents ètnies, com també entre els diferents grups de poblacions i famílies que componien cada ètnia, i que es distribuïen al territori que ocupava cadascuna d'elles. Igualment, cal tenir en consideració que moltes de les seves creences han estat assimilades als mites i llegendes del folklore de Xile, i, en menor mesura, al folklore d'algunes zones de l'Argentina, per la qual cosa moltes d'elles han estat alterades, en major o menor mesura, tant pel cristianisme (a causa, en gran part a l'evangelització per part dels missioners), principalment a través del sincretisme, així com pel resultat d'una mala interpretació, o adequació, del mite dins de la societat d'ambdós països. L'anterior també ha portat al fet que s'hagin produït variacions i diferències en moltes d'aquestes creences que van ser assimilades dins de la cultura de Xile i de l'Argentina i fins i tot dins de la mateixa cultura maputxe.
Igualment, per sobre de les comparacions i relacions que existeixen entre les manifestacions religioses i la mitologia d'Amèrica del Sud que són comuns a tots els pobles amerindis d'aquest continent, les creences religioses i mites dels maputxes es destaquen per presentar característiques úniques que estan en raó directa amb el maputxe i la seva idiosincràsia, la seva moral, la seva vida social i, principalment, sobre la seva visió cosmològica.i costums religiosos

## El pensament espiral indígena i Occident
El temps cíclic és el model de pensament dels pobles indígenes, present en la cultura del poble maputxe, que és l'alternativa al model de pensament lineal dissenyat pel racionalisme d'Europa i el positivisme, el que ha imprès el model mental existent al món occidental pels últims quatre cents anys. El temps lineal que correspon a una revolució filosòfica jueva basada en el zoroastrisme es presenta com a oposició a la teoria del temps cíclic. La seva manera d'entendre el temps va ser fonamental per al desenvolupament d'Occident i el que coneixem com a modernitat.
A causa d'això, des del món indígena s'assenyala que «Occident ha negat permanentment l'existència d'una filosofia indígena, relegant-la a la categoria de simple cosmovisió, folklore o pensament mític». La interacció del pensament lineal amb el cíclic s'ha dut a terme per mitjà del sincretisme, però aquesta interacció afectaria l'essència de les creences maputxes, ja que canvia el fons de la seva visió de l'Univers imposant una lineal.

## Cosmovisió

Imatge del Meli witran mapu.

L'ètnia maputxe representa el món amb una forma com de taronja, de la qual els qui viuen en aquest món només poden apreciar la meitat. L'ensenyament de la seva cosmovisió als nens el realitzen mitjançant el cultrún. La cosmovisió en el pensament religiós maputxe, abans de qualsevol influència cristiana, pot resumir-se de la següent manera:

### En el pla vertical (espiritual)
Tant la humanitat (che), com els esperits dels avantpassats, Pillán, participen dels dos mons, mantenint un equilibri dinàmic entre el bé i el mal. El món on viu l'home és anomenat Mapu, i sobre est, el Ankawenu (cel). De manera didàctica, es pot dir que són tres les dimensions que, interrelacionades, conformen l'estructura de l'univers maputxe en el pla vertical:
- Wenu Mapu: En l'extrem superior de la Nag Mapu està la Wenu Mapu, la terra de dalt, espai sagrat i invisible on habiten la família divina, els esperits del bé i els avantpassats.[2]
- Nag Mapu: Es denomina així a la terra central, també coneguda com «la terra que caminem», aquell espai visible habitat pels homes i la naturalesa.[2]
- Miñche Mapu: En l'extrem inferior de la Nag Mapu, està la Miñche Mapu, la terra de baix, on es troba la força del mal o esperits malignes.[2]

### En el pla horitzontal (terrenal o Nag Mapu)
Al conjunt de relacions espacials i particularitats territorials del món maputxe en el plànol del Nag Mapu, se li denomina Oshiete, oshiete Mapu.
Correspon a la manera d'entendre la terra pengei (visible) que habita el maputxe organitzada a partir dels meli zuam (quatre costats de la terra), costats que defineixen particulars maneres de vida a partir de la manera en què el maputxe es relaciona en cadascun d'ells amb la naturalesa i el mitjà que els envolta. Com a punts cardinals quedaria definit el mapu com:
- Est (Puel Mapu): Lloc dels déus, els esperits benèfics, els avantpasats, pregària als déus i ajuda divina.
- Nord (Pikun Mapu): Lloc de mala sort.
- Oest (Lafken Mapu o Nau Mapu): Lloc dels esperits del mal.
- Sud (Willi Mapu): Lloc de la bona sort.

Igualment, és per això que, en l'aspecte ritual, la religiositat maputxe no s'expressa mitjançant temples o altres construccions amb caràcter de sacralitat. Al contrari, es tradueix en un íntim contacte amb la naturalesa, els Ngen, i la terra representada en la Ñuke Mapu. Per tant, un clar en el bosc envoltat per arbres i purificat a través de balls rituals, es converteix en el temple més sagrat. L'única construcció que admeten és el rewe, un tronc de canyeller en el qual hi ha uns esglaons alts que permeten l'oficiant, el Machi o el Ngenpin, pujar al seu àpex.

## Cosmogonia
La cosmogonia situa l'origen dels maputxes en la Ñuke Mapu. Es diu que, abans de poblar la terra, els esperits miraven des de dalt i veien tot desert, fins que els va ser permès enriquir-la amb innombrables formes diferents, fetes amb el material dels núvols; després van baixar els homes del cel, coneixent el llenguatge de la naturalesa, i van portar l'idioma maputxe, que és el mateix que es parla en el cel. Els esperits els van prometre que els farien tornar en el futur.

### Ten-Ten i cai-cai
Una altra llegenda cosmogònica més coneguda descriu els fets finals sobre la creació de la geografia de Xile a través de la llegenda de Tenten Vilu i Caicai Vilu. Producte de la interacció històrica entre els seus mites i la religió cristiana, actualment aquest mite en la versió maputxe, i principalment huillitxe, es troba profundament entroncat amb la història bíblica del diluvi. A causa d'això, més tard els propis maputxes interpretarien aquest gran succés com un renéixer del maputxe i un fenomen que es repeteix al llarg del temps, com una neteja i una renovació macroestacional.
No obstant això, aquesta relació entre el Diluvi Universal va ser creada per cristians, ja que el relat original maputxe explica no una pluja sinó un cataclisme generat per un terratrèmol i un posterior tsunami, un fet molt més probable en un país com Xile i que dona a entendre que el relat de Tenten i Caicai Vilu està basat en un fet presumiblement real explicat mitjançant la intervenció divina.

### Divinitats i esperits dels avantpassats
Les creences religioses maputxe es fonamenten principalment en el culte als esperits dels avantpassats (mítics o reals), i a esperits i/o elements de la naturalesa. Aquests esperits no corresponen a divinitats, com comunament s'entén al món occidental. Referent a les divinitats, tampoc en la religiositat maputxe més antiga existeix un esperit principal que sigui considerat «Déu suprem», creador de l'univers i de l'home, si bé la paraula Ngenechén generalment ve traduïda com Déu. Aquesta relació Déu-Ngenechén es tractaria d'una equivalència forçosa, creada pels jesuïtes en el seu afany missioner als segles XVII i xviii, amb la finalitat de fer més acceptable i comprensible el concepte cristià. La influència jesuïta (els quals, d'altra banda, eren grans estimadors de la profunditat del pensament transcendental maputxe) va crear un gran nombre d'equivalències que realment no corresponen com a tal, però que, no obstant això, van ser absorbides per la cultura maputxe, naturalment sincrètica, generant amb això una enorme confusió i alteració que fins a l'actualitat no s'ha aconseguit superar.
Quan es descriuen les divinitats i esperits dels avantpassats, aquestes es poden dividir en:
- Ngen: Esperits primordials (els Ngen representen l'essència de les coses que existeixen al món).
- El: Esperits creadors primordials (els El representen l'essència creadora de les coses que existeixen al món).
- Pillán: Esperits benignes masculins.
- Wangulén: Esperits benignes femenins.
- Wekufe: Esperits malignes.

No obstant això el mal i el ben no estan tan radicalment contraposats com en la cultura cristiana, així que pot ocórrer que els wekufe actuïn para bé i els pillán per malament, sense que es produeixi alguna confusió entre aquestes dues classes d'esperits.
- Pu-am: És la representació de l'ànima o ànima universal.
- Am: Ànima o ànima dels éssers vius.

Els éssers més importants serien:
- Ngenechén: Esperit o deïtat que governa els humans.
- Antu o Chau: Cridat també Antu fucha (ancià rei sol). Antu a més tindria una dimensió femenina trucada Antu kuche (anciana regna lluna), que en realitat seria la representació de la seva esposa Kuyén.
- Elx: Esperit creador de l'home.
- Elmapu: Esperit creador del mapu (Terra).

També s'afirmaria que seria un sol creador amb diferents noms, això probablement a causa de la influència cristiana.
Els esperits antics, existents abans de la creació del Mapu, comprenien i estaven representats pels Ngen, El, Pillán i Wangülén, els qui estan fets de llum, passió, intuïció, somni i comprensió. Estant tots ells relacionats amb el Pu-am, que participa de tots ells i on tots ells són part d'ell. Tots ells serien éssers sense edat, ja que són molt antics, però també joves.

## L'ésser humà
L'objectiu de l'ésser humà en el Mapu, és poblar-la i cuidar-la, mentre espera l'arribada de tots els esperits a aquest món. Els descendents dels primers éssers humans van formar el Litutxe (poble primordial, originari).

### L'ànima i la mort de l'ésser humà

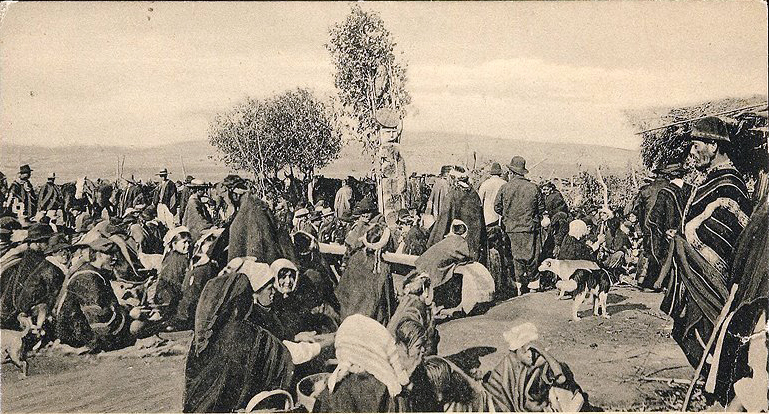
Enterrament maputxe en Concepción, circa 1901-1903, amb un chemamull al centre.

Pel maputxe, l'ànima de l'ésser humà sempre viu en íntim contacte amb la naturalesa, exemple d'això és la celebració de tots els seus rituals en els clars entre els arbres. Para això, abans que tot, existeix el Pu-Am, una ànima universal que afecta tot allò viu. D'aquesta ànima universal es desprèn la de cada home, el Am, que acompanya el seu cos fins que mor. No obstant això, no solament l'ésser humà té el seu Am, tot ser vivent posseeix la seva pròpia ànima. Solament els wekufe no posseeixen ànima.
Amb relació a la mort carnal de l'home, quan l'home mor, el seu Am es converteix en Pillü i es resisteix a allunyar-se del seu cos. Però l'estat del seu pillü és molt perillós, ja que el wekufe pot ensenyorir-se d'aquesta ànima i esclavitzar-la o ser usada pels Calcu. Per salvar-se, ha de viatjar a l'illa de Ngill chenmaiwe que els morts poden aconseguir amb les ajuda de les Trempulcahue; en aquest lloc es convertirà en Alwe. Per això, en el funeral, els parents i amics del difunt tracten d'espantar la seva ànima amb crits i cops. Sota la forma d'alwe, l'ànima podrà tornar prop del seus éssers estimats sense que els wekufe puguin amenaçar-la i així ajudar els seus descendents, sobretot els seus nets. En alguns casos, quan l'ésser humà ha aconseguit aconseguir la seva superació a l'illa Ngill chenmaiwe, el pillü pot aconseguir transformar-se en pillán o en wangulén. Finalment, amb el pas del temps, quan ja els descendents del mort han perdut la memòria del difunt, el seu alwe torna a reunir-se al Pu-Am i així el cicle aconsegueix la seva conclusió.

### El recorregut espiritual de l'ésser humà
Per a la cultura maputxe, la fi de l'ésser humà és acabar de recórrer un camí que li permeti de conquerir el coneixement en les seves quatre formes:
- Creativitat
- Imaginació
- Intuïció
- Comprensió

Si l'ésser humà aconsegueix complir amb aquest camí, aconsegueix el coneixement del seu propi ser i del seu rol, és a dir, s'ensenyoreix del seu propi filew (destinació) i en la conclusió de la seva vida terrenal pot convertir-se en un pillán. Per tant, no hi ha una separació neta entre l'esperit diví i els éssers humans, no solament perquè els segons han estat engendrats pels primers, sinó perquè poden ells mateixos convertir-se en pillán, si són homes, o en wangulén, si són dones, i arribar així a viure en el wenumapu. D'aquí la importància extraordinària que adquireix per a la cultura maputxe el respecte cap als pares, i molt especialment cap als avis, que és el primer d'entre tots els deures del admapu, el conjunt de les tradicions. Perquè l'ànima d'un ésser humà pot convertir-se en pillán o en wangulén, deu existir una gran descendència que segueixi recordant al mort i honrant la seva memòria. Per tant, tenir molts fills que al seu torn engendrin un gran nombre de nets és una necessitat fonamental per cada maputxe. Per això, el fet de no tenir descendència seria pel maputxe un veritable drama, ja que queda compromesa la possibilitat de complir amb la seva filew i d'aconseguir al wenumapu.
Així, en la visió del món maputxe, els esperits dels avantpassats, els Pillán, i també els nombrosos Ngen intervenen molt sovint en els assumptes humans a través del domini de les forces naturals. Així mateix, ho fan els Wekufe, en general amb l'ajuda dels Calcu. Els primers premien els homes que es mantenen fidels al admapu a través dels fruits de la naturalesa, mentre castiguen (o permeten que els Wekufe castiguin) amb la sequera o les inundacions, els terratrèmols i les malalties.

## Concepció colorista del cosmos

Bandera maputxe.

Entre els maputxes, el color està íntimament associat a la visió del cosmos i les seves respectives plataformes.
- El blau (kallfü) és un color òptim i els veurem freqüentment en els nivells concrets de la vida quotidiana, tals com els mocadors amb què les dones maputxes es cobreixen els caps, les peces de vestir, la pintura de les habitacions i la decoració i ornamentació generals.[cal citació] Així mateix, el blanc i blau són els colors rituals per excel·lència, presents en els principals emblemes de la machi i del guillatún. Aquests dos colors estan sempre presents en la visió de l'espai sobrenatural benèfic.[cal citació] No obstant això, la seva ordenació respectiva no sembla fixa ni estar regida per principis normatius, ja que ells són colors percebuts naturalment en el cel segons l'atzar de les alternatives meteorològiques o climàtiques.
- El negre (kurü) simbolitza la pluja, el poder material i espiritual, ho veuen blau molt intens, en general ho usa la gent de poder com els lonko, ulmen i machis, la qual cosa pugues haver-se d'al fet que és la tintura més difícil de fer per al teler tradicional maputxe.
- El vermell (kelü) s'associa comunament a la lluita o baralla, al bel·licisme o guerra i a la sang; conseqüentment, el vermell és el color prohibit en el guillatún. No obstant això, el vermell també posseeix connotacions positives en relacionar-se amb les flors del camp i, especialment, amb el copihue.
- El verd (karü) simbolitza a la naturalesa en tota la seva esplendor i exuberància; és el color de la germinació de la terra i, per tant, de la seva fertilitat i el color de la pròpia terra.

## Personatges de les creences maputxes

### Éssers humans dins de les creences maputxes
La religió maputxe no és una religió institucionalitzada, no hi ha temples ni casta sacerdotal.
- Kalku.[c]
- Machi: És un home o dona que serveix d'intermediari entre el món del visible i el món de l'invisible. Coneix tots els lawen (en mapudungún: lawen, ‘medicaments') naturals i els seus usos. És l'autoritat de la medicina tradicional i coneixedora dels secrets del món maputxe. És escollit, per complir un rol religiós de txemon (en mapudungún: txemon, ‘sanación'), mitjançant la cerimònia coneguda com a machitún.
- Machife: Intermediari entre el lof i el newen (poder) de la machi quan es troba en keymi (tràngol), on ell s'exerceix com a intèrpret o assistent en la sanació.
- Ngenpin: Amo de la paraula, orador oficial i guia espiritual durant la realització dels rituals.[d] Quan coincideix amb la persona del lonko se li denomina genpin lonko Zugu.
- Pelom: Persones amb característiques especials que poden conèixer el futur.

### Éssers mitològics
- Anchimallén[e]
- Chonchón[f]
- Colo Colo
- Epunamun[g]
- Gualicho[h]
- Guallipén[i]
- Guirivilo
- Laftrache
- Piuchén
- Sumpall
- Trelke-wekufe
- Trempulcahue
- Trentren Vilu i Caicai Vilu
- Zapan-Zucum[j]

Específicament Huilliches:
- Canillo
- Chaotroquin
- Huenteao
- Millalicán
- Pucatrihuekeche